# Veress D. Csaba
Veress D. Csaba (Villány, 1933. szeptember 23. – Várpalota, 2014. május 27.) magyar történész, történelem szakos tanár; a második világháború dunántúli eseményeinek kutatója.

## Életrajz
A Szegedi Tudományegyetemen történelem tanári diplomát szerzett 1956-ban. 1956 és 1960 között Zircen, 1974-ig Veszprémben oktatott. 1974 és 1978 között továbbképzési felügyelőként dolgozott. 1979 és 1992 között a Veszprém Megyei Múzeumi Igazgatóság kutató-történésze volt.

## Elismerései
- 1993 Gizella-díj[4]
- 1996 Veszprém Megye Érdemrendje[5]
- 2002 A Magyar Kultúra Lovagja